# Caenoplanini
Tribu
Les Caenoplanini sont une tribu de vers plats terrestres ou marins de la famille des Geoplanidae (sous-famille des Rhynchodeminae).

## Systématique
Le nom valide complet (avec auteur) de ce taxon est Caenoplanini Ogren (d) & Kawakatsu (d), 1991.
Caenoplanini a pour synonyme la sous-famille des Caenoplaninae Ogren & Kawakatsu, 1991, avec comme genre type Caenoplana Moseley, 1877.

### Liste des genres
Selon la base de données World Register of Marine Species (20 janvier 2024), la tribu des Caenoplanini regroupe les genres suivants :
- Arthurdendyus Jones & Gerard, 1999
- Artioposthia Graff, 1896
- Australopacifica Ogren & Kawakatsu, 1991
- Australoplana Winsor, 1991
- Caenoplana Moseley, 1877
- Coleocephalus Fyfe, 1953
- Endeavouria Ogren & Kawakatsu, 1991
- Fletchamia Winsor, 1991
- Kontikia Froehlich, 1954
- Lenkunya Winsor, 1991
- Newzealandia Ogren & Kawakatsu, 1991
- Pimea Winsor, 1991
- Reomkago Winsor, 1991
- Tasmanoplana Winsor, 1991
- Timyma Froehlich, 1978

### Genres synonymes
D'après World Register of Marine Species (20 janvier 2024), les genres suivants sont des synonymes :
- le genre Coenoplana Moseley, 1877 est Kontikia Froehlich, 1954 ;
- le genre Elattodemus Haslauer-Gamisch, 1982 est Caenoplana Moseley, 1877 ;
- le genre Parakontikia Winsor, 1991 est un synonyme junior de Kontikia Froehlich, 1954.

### Publication originale
1. 1 2  
(en) Robert E. Ogren et Masaharu Kawakatsu, « Index to species of the family Geoplanidae (Turbellaria, Tricladida, Terricola). Part II: Caenoplaninae and Pelmatoplaninae », Bulletin Fuji Women's College, Japon, no 29,‎ 1991, p. 25-102 (lire en ligne, consulté le 20 janvier 2024)